# Butterwick, Foxholes
Butterwick är en by i civil parish Foxholes, i kommunen North Yorkshire, i grevskapet North Yorkshire, i England. Byn är belägen 19 km från Scarborough. Butterwick var en civil parish 1866–1935 när blev den en del av Foxholes. Civil parish hade 77 invånare år 1931. Byn nämndes i Domedagsboken (Domesday Book) år 1086, och kallades då Buturid.